# Iza velikog ekrana (1916.)
Iza velikog ekrana (u eng. izvorniku: Behind the Screen) bila je 7. crno-bijela filmska komedija iz Mutual Film Corporationa u kojoj se pojavio Charlie Chaplin.

## Glume
- Charles Chaplin - David (Golijatov asistent)
- Edna Purviance - cura
- Eric Campbell - Golijat (kazališni radnik)